# Rolando McClain
Pour les articles homonymes, voir McClain.
(en) Statistiques sur pro-football-reference
Rolando Marquise McClain, né le 14 juillet 1989 à Decatur dans l'Alabama, est un sportif professionnel américain de football américain qui a joué au poste de linebacker pendant six saisons dans la National Football League (NFL), pour les franchises des Raiders d'Oakland (2010-2012), les Ravens de Baltimore (2013) et les Cowboys de Dallas (2014-2015).
Au niveau universitaire, il a joué pour le Crimson Tide de l'université de l'Alabama où, reconnu à l'unanimité joueur All-American en 2009, il remporte la finale universitaire 2010.
Il est le cousin du fullback Le'Ron McClain (en).

## Biographie

### Carrière universitaire
Étudiant à l'université de l'Alabama, il joue pour le Crimson Tide dans la NCAA Division I FBS. En 2009, il réalise une remarquable saison avec 105 plaquages dont 14½ pour perte de yards adverses, 4 sacks, 2 interceptions et un fumble forcé, remportant avec l'équipe le BCS National Championship Game 2010. Il est ensuite désigné meilleur joueur défensif de la saison en Southeastern Conference et remporte notamment le Dick Butkus Award et le Jack Lambert Award récompensant le meilleur linebacker de la saison universitaire.

### Carrière professionnelle

#### Raiders d'Oakland
McClain est sélectionné en 8e choix global lors du premier tour de la draft 2010 de la NFL par la franchise des Raiders d'Oakland dont il est le premier linebacker à être sélectionné. Il signe son contrat rookie de cinq ans pour un montant de 40 millions de dollars.
Sa première saison est encourageante avec un bilan de 85 plaquages, 1 interception et ½ sack. Il s'améliore à l'occasion de la saison 2011 où il réalise 99 plaquages, 5 sacks, 1 safety et 14 passes déviées.
La saison 2012 est bien plus délicate. Après des performances moyennes en début de saison, il est progressivement remplacé par le rookie Miles Burris (en) dès la 4e journée, l'encadrement estimant qu'il commettait trop d'erreurs et prenait de mauvaises décisions. Un conflit nait entre McClain et son équipe, et il est même renvoyé d'une session d'entraînement le 29 novembre. En conséquence, il déclare ne plus vouloir jouer pour les Raiders qui le libèrent le 5 avril 2013.

#### Ravens de Baltimore
Le 10 avril 2013, McLain signe un contrat d'un an pour un montant de 700 000 dollars avec les Ravens de Baltimore. Le 21 avril 2013, il est arrêté pour mauvaise conduite et résiste à son arrestation. Ayant pour la troisième fois des ennuis judiciaires depuis le début de sa carrière, il annonce le 15 mai 2013 qu'il préfère prendre sa retraite de la NFL, à seulement 23 ans.

#### Cowboys de Dallas
En 2014, McLain sort de sa retraite sportive et s'engage avec les Cowboys de Dallas à la suite d'un échange avec les Ravens. Il est assez performant lors de sa première saison et ne cause plus d'incident. Il totalise en 13 matchs dont 12 en tant que titulaire, un one sack, cinq pressions sur quarterback, 81 plaquages dont neuf pour perte de yards adverses, deux interceptions, cinq passes déviées et un fumble forcé. Il participe également à ses deux premiers rencontres de série éliminatoire mais subit des commotions cérébrales dans les deux matchs.
Le 1er avril 2015, McClain signe une prolongation de contrat d'un an pour un montant de 3 millions de dollars. Le 2 juillet, la NFL annonce qu'il sera suspendu pour les quatre premiers matchs de la saison 2015 pour avoir violé la politique de la ligue en matière de toxicomanie. Il subit également une opération surprise au genou pendant l'intersaison, ce qui le force à manquer tout le programme de conditionnement physique et la majeure partie du camp d'entraînement. Il joue ensuite 11 des 12 matchs restants au poste de linebacker central. Bien qu'il ait connu un début de saison très moyen après son retour de suspension, il termine la saison avec 97 plaquages (troisième de l'équipe), 2 sacks, 3 passes déviées et 1 touchdown inscrit à la suite d'une interception retournée contre les Dolphins de Miami.
Le 9 mars 2016, McClain signe une nouvelle prolongation de contrat d'un an pour un montant de 5 millions de dollars. Le 30 juin, il est suspendu pour la deuxième saison consécutive après avoir violé la politique de la NFLen matière de toxicomanie, cette fois pour les 10 premiers matchs de la saison 2016. Au milieu de la saison, il échoue à un test de dépistage de drogue et sa suspension est prolongée indéfiniment,. Le 2 août, il est signalé que McClain est devenu accro à la codéine après avoir consommé un mélange connu sous le nom de purple drank, et qu'il est « loin de reprendre sa carrière dans la NFL, Jason Cole de Bleacher Report déclare que le retour de McClain aux Cowboys est « presque impossible ». En décembre 2016, il est suspendu indéfiniment.
McClain est réintégré sous condition par la NFL le 30 août 2019. Cependant, il est libéré par les Cowboys lorsque sa réintégration est officialisée le 2 septembre 2019. Il est suspendu à nouveau indéfiniment le 30 décembre 2019.

#### Agent libre
Le 13 décembre 2023, après huit années d'inactivité, McClain est réintégré par la NFL et déclaré agent libre. Après la levée de l'interdiction, McClain annonce son intention de revenir dans la NFL.